# ワンサくん
『ワンサくん』は、手塚治虫原作のキャラクターと、それを基にした児童漫画テレビアニメである。

## 漫画
1971年に、当時手塚の個人マネージャーで虫プロ商事兼オフィス・アカデミー（西崎の個人事務所）所属の西崎義展が、手塚に描かせた数パターンの犬のイラストを版権営業先の三和銀行へ提示すると、「ワンサくん」としてマスコットキャラクターとして採用され、「お子さま通帳」イラストやノベルティグッズに起用された。
その後、月刊誌『てづかマガジンれお』（虫プロ商事発行、1971年10月号創刊）に漫画が連載されたが、同雑誌の廃刊に伴い未完結のまま終了している。ストーリーも後述のテレビアニメとは異なり、ワンサと仲間達が税務署を襲撃する場面もある。『手塚治虫漫画全集』では本作品の他に、『海のトリトン (『テレビマガジン』・『たのしい幼稚園』版)』、『らびちゃん』、『とべとべるんちゃん』、『ぽっかち』の4作の短編漫画が収録されている。秋田文庫『ふしぎなメルモ』に本作品と『海のトリトン（『テレビマガジン』・『たのしい幼稚園』版）』が収録されている。
虫プロダクション倒産後に権利を引き継いだオフィス・アカデミーは、三和銀行とキャラクター使用契約更新にあたり西崎がライセンス料を釣り上げて破談となり、1974年ごろにキャラクター使用は終了している。

## アニメ『ワンサくん』
1973年4月2日から9月24日まで、フジテレビ系列で毎週月曜19:00 - 19:30（JST）に全26話が放送された。関西テレビ が制作した初のテレビアニメで、旧虫プロダクションが制作した最後のアニメ作品でもある。企画に西崎義展が所属していた瑞鷹エンタープライズも参加している。
西崎にとって、1972年の『海のトリトン』（アニメーション・スタッフルーム・朝日放送制作、TBS系列）に次いで2度目に制作に携わったアニメとなった。脚本の藤川桂介によると、西崎は「日本のディズニー作品」を目指しており、本作品はディズニーのミュージカル的な作風になったという。音楽は『海のトリトン』ではジャズ色が強かった鈴木宏昌であったが、本作品ではポップスとクラシック色が強い宮川泰が坦当した。
技術上では、作中の犬たちを擬人化するため人間の演技を撮影したフィルムをトレースして作画した。これはディズニー作品と同じロトスコープ技法である。犬の生態について動物学者の小原秀雄から指導を受け、ミュージカルシーンのために日劇の演出家の日高仁を起用するなど、きわめて手間のかかった作品である。これらの試みに手間がかかり、番組は2クールのみで終了した。放送終了から2か月後に旧虫プロダクションも倒産する。
ストーリーは第21話まではコミカル路線が志向され、終盤の第22話以降は生き別れになった母親を訪ね歩くシリアス路線へと変更。最終回では、ワンサの母を探しあてた時にはすでに病気で、看病の甲斐もなくあっけなく死んでしまい、ワンサは一人たくましく生きていくと決意。ここでカーテンコールでそれまでの登場キャラクターたちが一堂に会し、視聴者への挨拶と共に物語の幕が降ろされる形で、全話が作中劇であったことが示された（劇オチ）。
本放送の際には、次回予告（メガネ役の永井一郎がナレーションを担当）の直後に、視聴者から投稿された犬の絵をアニメートして放送するコーナーも設けられていた。このコーナーは本放送時の他、関西テレビでの数回の再放送の際にも併せて流された。
放送終了後、テレビアニメの版権は西崎が瑞鷹エンタープライズから離れる際、その退職金代わりとして彼が設立したオフィス・アカデミーに譲渡され、さらに同じく西崎が代表を務めるウエスト・ケープ・コーポレーションへと引き継がれるも、1996年に東北新社と手塚プロダクションが版権を買収。2021年現在は映像関連を東北新社が、商品化関連を手塚プロダクションがそれぞれ受け持つ形で、テレビアニメの著作権を共同保有している。

### ソフト化
1990年にジャパン・オーディオ・ビジュアル・ネットワークより、傑作選のVHSソフトが1タイトル発売されている。内容は第23話までの様々なシーンを再編集して構成したもので、うち第21話は本放送当時放送されなかったシーンも収録している。OPは第20話までの映像、EDはスタッフクレジットが第10話の物をそれぞれ収録。
1996年以降はテレビアニメの著作権を東北新社と手塚プロダクションが共同保有しているため、虫プロダクション作品の主題歌集ビデオ（ビームエンタテインメント、1998年発売）やDVD（日本コロムビア、2004年発売）には収録されていない。音源は日本コロムビアが原盤権を有していたため、2003年に発売された「手塚治虫の世界」に手塚治虫作品として、本作品の主題歌と挿入歌が収録されている。
2002年11月21日に「手塚治虫アニメワールド」シリーズとして、全話数の初ソフト化となるDVD-BOXが品番TKBU-5157で発売された。同シリーズは虫プロダクション作品が日本コロムビア、手塚プロダクション作品とドン・ドラキュラがNBCユニバーサル・エンターテイメントジャパンと発売元が棲み分けられているが、本作品のみ例外的に徳間ジャパンコミュニケーションズから発売された。

### 再放送
1975年には4月から7月まで東京12チャンネル（現：テレビ東京）の毎週月曜19:30で再放送、その後1979年6月1日から同年7月6日には日本テレビの『まんがジャンボリー』枠（平日17:30 - 18:00)で放送された。東北新社が権利を獲得後、1999年にNHK衛星第2テレビジョンの『衛星アニメ劇場』（月曜第2部）、2006年に日本映画専門チャンネルの「手塚治虫アニメシアター」内で放送された。2024年6月1日、東北新社が保有しているスター・チャンネルの全株式をジャパネットホールディングス傘下のジャパネットブロードキャスティングに売却したため、現在の放映権はファミリー劇場が保有している。

### 声の出演
声優は『海のトリトン』、『宇宙戦艦ヤマト』シリーズと同様に、当時の青二プロダクション所属者が多数起用されている。
- ワンサ - 小原乃梨子
- 幸太、サブロー、トト - 野沢雅子
- 幸太の父 - 北村弘一
- 幸太の母 - 瀬能礼子
- ユキコ、シロー - 吉田理保子
- メガネ - 永井一郎
- ボウシ爺さん - 槐柳二
- ルパン - 八奈見乗児
- ゴンベ - 堀絢子
- クマ - 富山敬
- ヘラヘラ - 大竹宏
- ミミ、ワンサの母 - 千々松幸子
- ミミの母 - 武藤礼子
- マミー - 武藤礼子（第1話 - 第15話）→北浜晴子（第16話以降）
- ブル - 加藤修
- ギャンブル - 肝付兼太
- ファンブル - 山本圭子
- ミドリ - ホーン・ユキ
- ブータン - 野本礼三
- チビクロ、イチロー、ロロの飼主 - 山本嘉子
- リリーおばさん - 牧野和子
- ハチマキ - 山下啓介（第1話 - 第5話）→加茂嘉久（第6話以降）
- 動物病院の院長、レストラン主人（ベンジャミン飼主）の妻 - 麻生美代子
- プードル犬 - 広川太一郎
- クロベエ - 納谷六朗
- ロルフ - 北川国彦
- カトリーヌの飼主 - 河野たみ
- ペット屋の番犬 - 塩見竜介
- ベンジャミン - 滝口順平
- ブルの飼主 - 池水通洋
- おでん屋の親方、泥棒 - 峰恵研
- ミドリの兄、署長 - 立壁和也
- おでん屋のお兄さん - 作間功
- タルホ - 大塚周夫
- ロロ - 田の中勇
- ジロー、ゴロー - 松金よね子
- クロベエの飼主 - 安原義人
- 玉川ネコ丸 - 玉川良一

### スタッフ
- 原作 - 手塚治虫
- 企画 - 西崎義展、瑞鷹エンタープライズ
- 監督 - 山本暎一
- キャラクターデザイン - 永島慎二
- 作画監督 - 芦田豊雄、進藤満尾、アニメ・ルーム他
- 美術 - 半藤克美
- 音響 - 明田川進（グループ・タック）
- 効果 - 柏原満
- 録音 - 東京スタジオセンター
- 音楽 - 宮川泰
- プロデューサー - 西崎義展
- 制作担当 - 柴山達雄（虫プロダクション）、道広秀次郎（関西テレビ）、原田益次（第1話 - 第8話）、佐藤洋（第1話 - 第8話）
- 設定制作 - 原田益次（第9話 - ）
- 現像 - 東京現像所
- 制作 - 関西テレビ、虫プロダクション

### 主題歌
オープニングテーマ
- 「ワンサカ ワンサくん」（第1話 - 第13話、第15話 - 第20話）
  - 作詞 - 山本暎一 / 作曲 - 宮川泰 / 歌 - ロイヤルナイツ、シンガーズ・スリー
  - 音楽とオープニングアニメーションはミュージカル仕立てで、総集編の第14話と第21話のオープニングは特別仕立て。前述の「手塚治虫アニメシアター」で放送時は、上記の第14話・第21話も含め全編を通して同曲がオープニングとして使用された。
- 「ママに逢いたい」（第22話 - 第24話）
  - 作詞 - 日高仁 / 作曲 - 宮川泰 / 歌 - ホーン・ユキ
- 「死なないでママ」（25話・26話）
  - 作詞 - 日高仁 / 作曲 - 宮川泰 / 歌 - 天地総子、小原乃梨子

エンディングテーマ
- 「ピンコラ音頭」
  - 作詞 - 藤川桂介 / 作曲 - 宮川泰 / 歌 - ロイヤルナイツ、シンガーズ・スリー
  - 第9話はワンサと、玉川良一の顔写真キャラクターが登場する特別ヴァージョン。「手塚治虫アニメシアター」で放送時は、第9話を除き全編を通して同曲をエンディングに使用し、1番の歌詞のうち「♪バカだ〜、チョンだといわれても」の「チョン」の音声を削除してラストに断り書きを挿入した。
- 「ミドリちゃん」（第14話）
  - 作詞 - 山口あかり / 作曲 - 宮川泰 / 歌 - ホーン・ユキ

劇中歌
- 「犬の飼い方」（第1話・第14話）
  - 歌 - 玉川良一、シンガーズスリー
- 「ベンジャミンのタンゴ」（第4話・第14話）
  - 歌 - 滝口順平
- 「ワンサくんのママ」（第1話・第5話・第14話）
  - 作詞 - 藤川桂介 / 作曲 - 宮川泰 / 歌 - 堀江美都子、ホーン・ユキ
- 「花咲かメガネ」（第6話・第21話）
  - 歌 - 宮川泰
  - 童謡『花咲か爺』のワンフレーズを挿入。第21話では後半部をカットした。
- 「野良犬のバラード」（第7話）
  - 歌 - 天地総子
- 「ミドリちゃんの唄」（第7話）
  - 歌 - ホーンユキ
- 「旅路、ワンサとロロ」（第8話）
  - 歌 - 玉川良平
- 「犬猫大戦争」（第9話）
  - 歌 - レギュラー声優、ミュージカルアカデミー
- 「忠犬クマ公」（第10話）
  - 歌 - 富山敬
- 「忠犬ハチ公の唄」（第10話）
  - 歌 - ミュージカルアカデミー
  - ハチ公の生涯を物静かに歌い、現代の犬が見習おうとする場面では一変して明るくなる。
- 「明治一代女」（第15話）
  - 歌 - 天地総子
- 「狙い撃ち」（第15話・第21話）
  - 歌 - 千々松幸子
  - ミドリとワンサが一緒になっているのを見て、焼餅を焼いたミミがヒステリックに歌う。山本リンダのヒットソング（作詞 - 阿久悠 / 作曲 - 都倉俊一）をアレンジ。
- 「家出のマーチ」（第22話）
  - 歌 - 子犬声優
  - 軍歌『軍艦マーチ』（作曲 - 瀬戸口藤吉）の替え歌。
- 「大変だ」（第22話）
  - 歌 - 親犬声優
- 「ママに逢いたい」（第22話）
  - 歌 - 天地総子
- 「クマ慕情」（第23話）
  - 歌 - 富山敬
- 「ワンサわかって」（第23話）
  - 歌 - ホーンユキ
- 「町一番のママ」（第25話）
  - 歌 - 小原乃梨子
- 「死なないでママ」（第25話）
  - 歌 - 天地総子、小原 乃梨子
- 「ママの歌」（第26話）
  - 歌 - 真理ヨシコ
- 「教えてママ」（第26話）
  - 歌 - 小原乃梨子

### 各話リスト
| 話数 | 放映日        | サブタイトル                    | 脚本     | 演出                              |
| ---- | ------------- | ------------------------------- | -------- | --------------------------------- |
| 1    | 1973年 4月2日 | おかしな犬がやってきた          | 藤川桂介 | 田中実                            |
| 2    | 4月9日        | 結婚しようよ!!カトリーヌ        | 藤川桂介 | 波多正美                          |
| 3    | 4月16日       | とばせ!!おしっこ大作戦          | 藤川桂介 | 石黒昇 小林三男                   |
| 4    | 4月23日       | あなた好みのベンジャミン        | 田村丸   | 西尾向太 田中実                   |
| 5    | 4月30日       | 鼻にのこったママの味            | 藤川桂介 | 阿佐みなみ                        |
| 6    | 5月7日        | ここ掘れワンワンワンサくん      | 藤川桂介 | 矢沢則夫 小林三男                 |
| 7    | 5月14日       | みどりちゃん捨てないで          | 藤川桂介 | 波多正美                          |
| 8    | 5月21日       | 馬鹿は死ななきゃなおらない 前篇 | 藤川桂介 | 池野文雄 鈴木正俊                 |
| 9    | 5月28日       | 馬鹿は死ななきゃなおらない 後篇 | 田村丸   | 池野文雄 鈴木正俊                 |
| 10   | 6月4日        | 犬の死に方おしえます            | 藤川桂介 | 石黒昇 田中実                     |
| 11   | 6月11日       | ブータンのもててつらいよ        | 藤川桂介 | 西尾向太 石崎すすむ               |
| 12   | 6月18日       | 骨が百本ピピンのピン            | 藤川桂介 | 矢沢則夫 田中実                   |
| 13   | 6月25日       | 月がのぼれば血がのぼる          | 藤川桂介 | 波多正美 石崎すすむ               |
| 14   | 7月2日        | ワンサくんのミュージカル特集    | (不明)   | 波多正美 石黒昇 山本暎一 西尾向太 |
| 15   | 7月9日        | ミミのふりそで隅田川            | 田村丸   | 石黒昇                            |
| 16   | 7月16日       | 犬は売られてどこへやら          | 藤川桂介 | 阿佐みなみ 池野文雄 石崎すすむ    |
| 17   | 7月23日       | 好きになったらとまらない        | 藤川桂介 | 吉川惣司 田中実                   |
| 18   | 7月30日       | パンツもはかずに失礼さん        | 藤川桂介 | 矢沢則夫 石崎すすむ               |
| 19   | 8月6日        | 踊るワンサに踊らぬワンサ        | 田村丸   | 小林三男                          |
| 20   | 8月13日       | ぼくは野良犬チャンピオン        | 藤川桂介 | 石黒昇 田中実                     |
| 21   | 8月20日       | ワンサくんのミュージカル特集    | 藤川桂介 | 石黒昇 田中実                     |
| 22   | 8月27日       | ママに逢いたい!! その1          | 藤川桂介 | 石黒昇 田中実                     |
| 23   | 9月3日        | ママに逢いたい!! その2          | 藤川桂介 | 石黒昇 田中実                     |
| 24   | 9月10日       | ママに逢いたい!! その3          | 藤川桂介 | 石黒昇 田中実                     |
| 25   | 9月17日       | 死なないで!!ママ その1          | 藤川桂介 | 石黒昇 田中実                     |
| 26   | 9月24日       | 死なないで!!ママ その2          | 藤川桂介 | 石黒昇 田中実                     |

### 放送局
以下、特記の無い限り全て放送時間は月曜 19:00 - 19:30、同時ネット。
- 関西テレビ（制作局）
- フジテレビ
- 北海道文化放送[10]
- 秋田テレビ[11]
- 山形テレビ[11]
- 仙台放送[12]
- 福島テレビ：月曜 - 金曜 17:15 - 17:45　※1975年に放送[13]
- 石川テレビ（石川テレビでは、本番組を最後にフジテレビ同時ネットを取り止めた）[14]
- テレビ静岡[15]
- 東海テレビ[16]
- 山陰中央テレビ：木曜 18:00 - 18:30（1973年7月5日スタート）[17]
- 広島テレビ：水曜 18:00 - 18:30[18]
- テレビ愛媛：月曜 18:00 - 18:30[18]
- テレビ西日本[19]
- サガテレビ[19]
- テレビ長崎：水曜 18:00 - 18:30（1973年11月・1974年3月時点）[20][21]
- テレビ熊本：火曜 17:30 - 18:00（1974年3月時点）[21]
- 沖縄テレビ[22]

### コミカライズ
小学館の雑誌（学習雑誌など）に連載された。
- 小学一年生 1973年5月号 - 10月号 はらおさむ
- 小学二年生 1973年5月号 - 9月号 池原成利
- 小学三年生 1973年5月号 - 9月号 池原成利
- 小学四年生 1973年5月号 - 9月号 馬場秀夫
- 小学五年生 1973年5月号 - 9月号 馬場秀夫
- 小学六年生 1973年5月号 - 9月号 馬場秀夫

| フジテレビ系列 月曜19:00 - 19:30                 | フジテレビ系列 月曜19:00 - 19:30                                  | フジテレビ系列 月曜19:00 - 19:30                |
| 前番組                                           | 番組名                                                            | 次番組                                          |
| ------------------------------------------------ | ----------------------------------------------------------------- | ----------------------------------------------- |
| 魔人ハンター ミツルギ （1973年1月8日 - 3月26日） | ワンサくん （1973年4月2日 - 9月24日） - ※本番組より関西テレビ制作 | ゼロテスター （1973年10月1日 - 1974年12月30日） |

## 舞台
せたがやこどもプロジェクト2016 キッズ・ミュージカル『ワンサくん —祭りにいくぞ!大脱走!』
2016年8月にシアタートラムで上演した。演出は小林顕作、脚本は喜安浩平、制作はネルケプランニングが担当。
キャストはオーディションにて決定され、主演のワンサ役はみのりと鈴木颯人が選ばれた。また大人キャストとして、市川しんぺー（カントク役）、遠藤三貴が出演。